# Cryptotympana facialis
Espèce
Synonymes
- Cicada facialis Walker, 1858[1]

Cryptotympana facialis, kumazemi (熊蟬, クマゼミ) en japonais, littéralement « cigale-ours », est une espèce de cigales appartenant à la famille des Cicadidae, à la sous-famille  des Cicadinae et au genre Cryptotympana (en).
C'est l'une des plus grandes espèces de cigales vivant au Japon, d'où elle est endémique.
Taxonomiquement, Cryptotympana facialis est étroitement apparentée à d'autres espèces japonaises telles que  Lyristes japonicus (ja) et Lyristes bihamatus (ja).

## Description

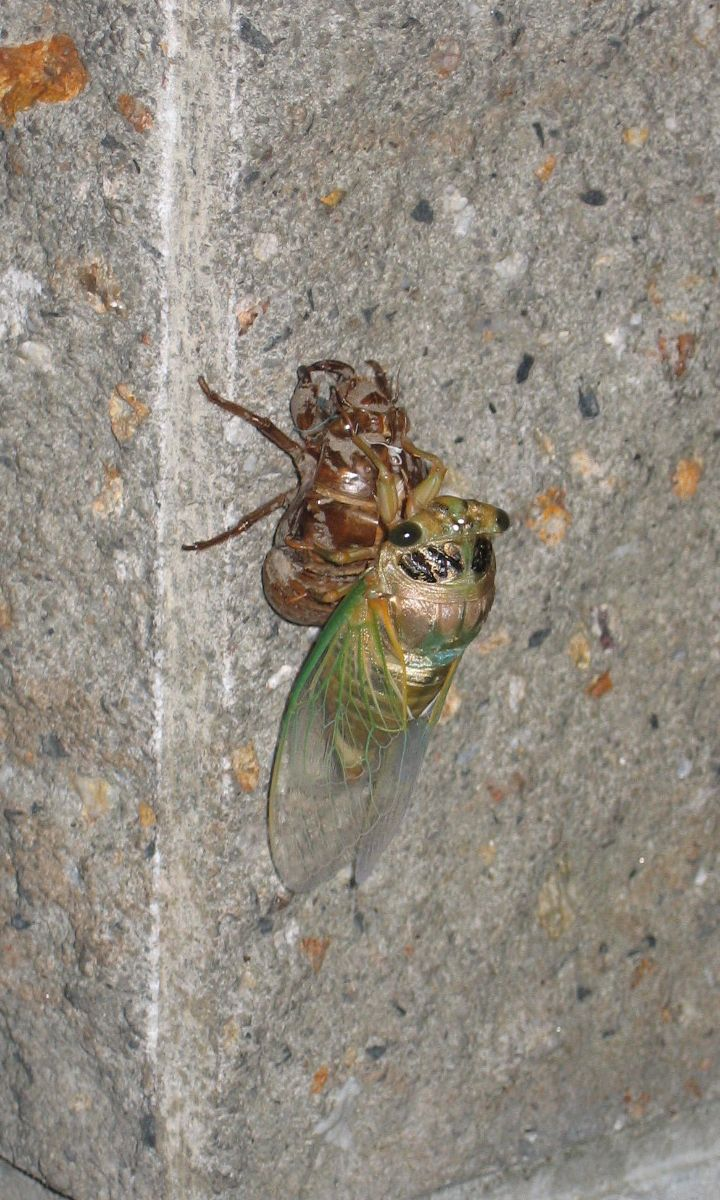
Cryptotympana facialis juste après l'émergence.

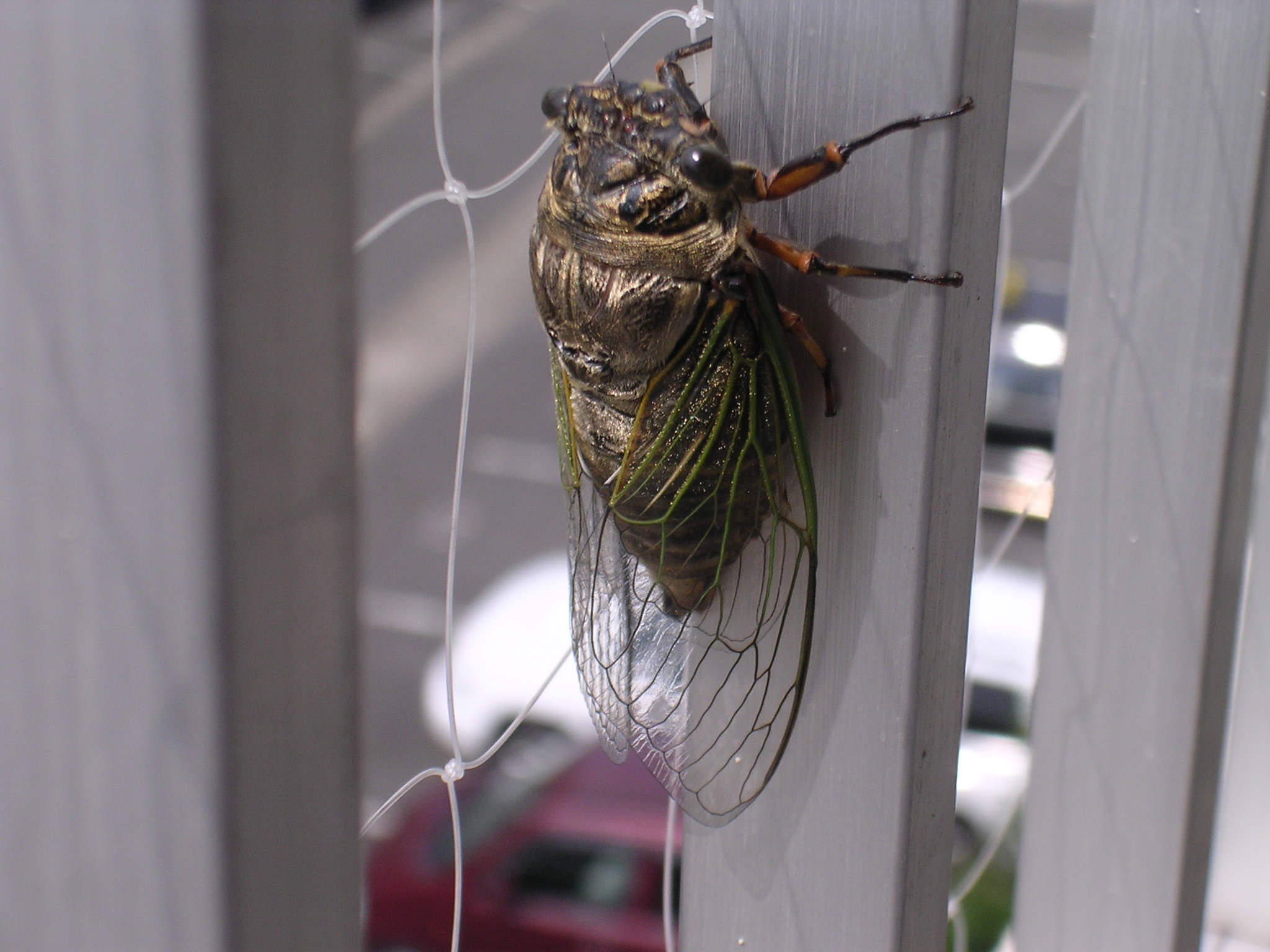
Cryptotympana facialis couverte de poils dorés.

Les imagos de Cryptotympana facialis mesurent environ 60 à 70 mm de long. Leur tête est plus large que celle de Graptopsaltria nigrofuscata (en) et Hyalessa maculaticollis (en). Il s'agit de la deuxième plus grande cigale japonaise après Cryptotympana yayeyamana (ja). Ses ailes sont transparentes, et leurs nervures sont vertes près de la base. Son dos est noir brillant, avec deux tâches horizontales blanches au milieu de l'abdomen. De plus, son dos est couvert de fins poils dorés durant plusieurs jours après la mue imaginale. L'abdomen est blanc, brun et noir. Celui du mâle contient des organes phonatoires orange : les cymbales.

## Distribution
Cryptotympana facialis se trouve principalement au sud du Japon. Son aire de répartition s'étend au sud de la région du Kantō, dans la région du Tōkai, la région de Hokuriku, jusqu'à l'ouest du Japon (région du Kansai, région du Chūgoku, Shikoku, Kyūshū, ainsi que l'archipel Nansei). Bien que des observations ait été signalées à Taïwan et en Chine, la plupart des individus observés à Taïwan ont probablement été confondus avec une espèce locale étroitement apparentée : Cryptotympana takasagona. De la même façon, les observations en Chine continentale restent à confirmer, car une espèce avec un chant similaire vit dans les basses montagnes du sud de la Chine : Cryptotympana mandarina. La population est importante dans les plaines de l'ouest du Japon, notamment dans la région du Kansai et à Kyūshū. On observe souvent l'espèce dans les zones urbaines.
Ces dernières années, le nombre d'individus a augmenté dans la région du Kantō. Selon le professeur Eiji Numata de l'université de Kyōto, l'espèce est en pleine expansion vers le nord du Kantō. La limite nord de sa répartition se situait dans la préfecture de Kanagawa il y a 50 ans, mais elle serait en train de se déplacer jusqu'à la métropole de Tōkyō et la préfecture d'Ibaraki. Cette expansion pourrait être liée au réchauffement climatique, mais aussi à la migration d'œufs et de larves favorisée par la plantation d'arbres.

## Écologie
Cryptotympana facialis vit dans les régions chaudes, principalement en plaine ou à faible altitude. On la trouve souvent dans les parcs urbains et sur les arbres en bordure de route.
L'imago peut être observé de début juillet jusqu'à début septembre, mais surtout de fin juillet à début août. Leur durée de vie est d'environ deux semaines, mais une étude de l'Université municipale d'Osaka a rapporté que des femelles avaient atteint l'âge de 30 jours.
Le mâle produit son chant en faisant vibrer les organes phonatoires situés dans son abdomen : les cymbales. En japonais, son chant est décrit par les onomatopées « Shashasha » ou « Sensensen ». Cette onomatopée pourrait être à l'origine de la lecture on du kanji 蝉 (« cigale »), qui se prononce « sen ».

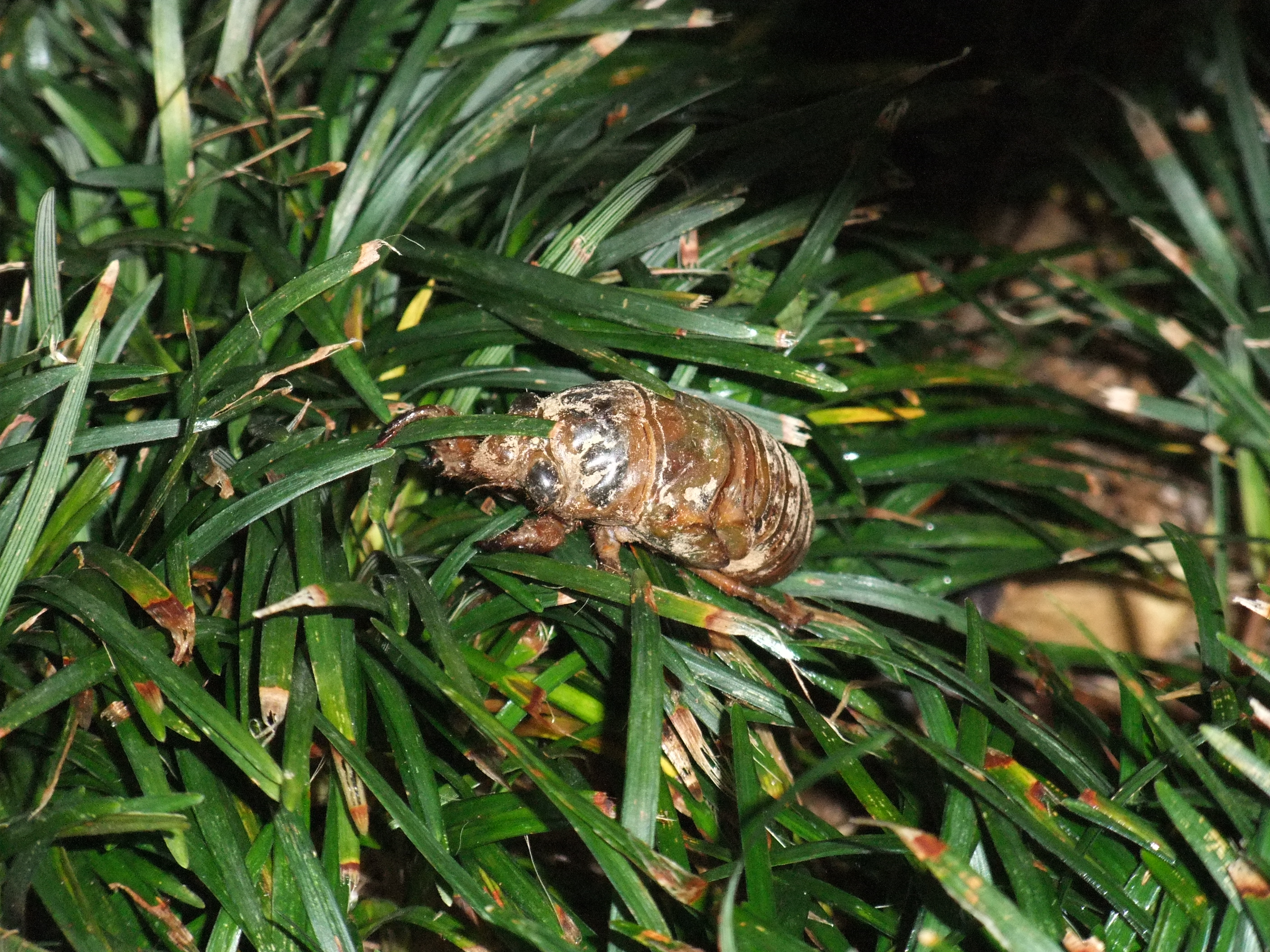
Larve de Cryptotympana facialis

Les mâles chantent principalement le matin, à partir du lever du soleil. En revanche, ils ne chantent pas en pleine journée lorsque le temps est trop chaud. S'il n'y a pas d'autre individu à proximité, ils volent vers un autre endroit après avoir fini leur chant. Ce phénomène est plus visible au début et à la fin de la période d'émergence. En revanche, si d'autres individus chantent à proximité, les mâles se rassemblent et entrent dans une véritable compétition sonore. Les individus peuvent même chanter activement le soir dans les endroits où la densité de population est élevée, comme dans certains parcs. Des individus volants s'observent fréquemment en matinée. Ils se posent sur les troncs d'arbres comme le margousier à feuilles de Frêne, l'olivier odorant, les sakura, le zelkova japonais, ou Fraxinus griffithii (en), afin de se nourrir en pompant leur sève. Les individus se placent sur des points élevés lorsqu'ils chantent le matin, mais redescendent près des racines des arbres pendant la journée.
Les larves ressemblent à celles de Graptopsaltria nigrofuscata (en), mais elles sont légèrement plus grosses et ternes. Pour procéder à la mue imaginale, la larve grimpe à une position plus élevée par rapport aux autres cigales. Elles ont des membres puissants, qui leur permettent de grimper non seulement aux arbres mais aussi aux murs extérieurs des maisons et même à des blocs de béton. L'imago qui vient d'émerger a une couleur blanchâtre et noircit progressivement au cours de la nuit suivante. Le lendemain matin, il est prêt à s'envoler, mais ne peut pas encore chanter parfaitement à ce stade.